# Faye Johnstone
Faye Johnstone, född 6 november 1961, är en nyzeeländsk bågskytt. Hon deltog vid olympiska sommarspelen 1992.